# Garevo
Garevo (cyr. Гарево) – wieś w Serbii, w okręgu braniczewskim, w gminie Veliko Gradište. W 2011 roku liczyła 201 mieszkańców.